# Ґжеґож Стелляк
Ґжеґож Стелляк (пол. Grzegorz Stellak, 11 березня 1951 — 17 листопада 2023) — польський академічний веслувальник.
Бронзовий призер Олімпійських Ігор 1980 року в складі розпашної четвірки зі стерновим, учасник 1972, 1976 років.
Срібний призер Чемпіонату світу 1975 року в складі розпашної двійки зі стерновим.